# Pult

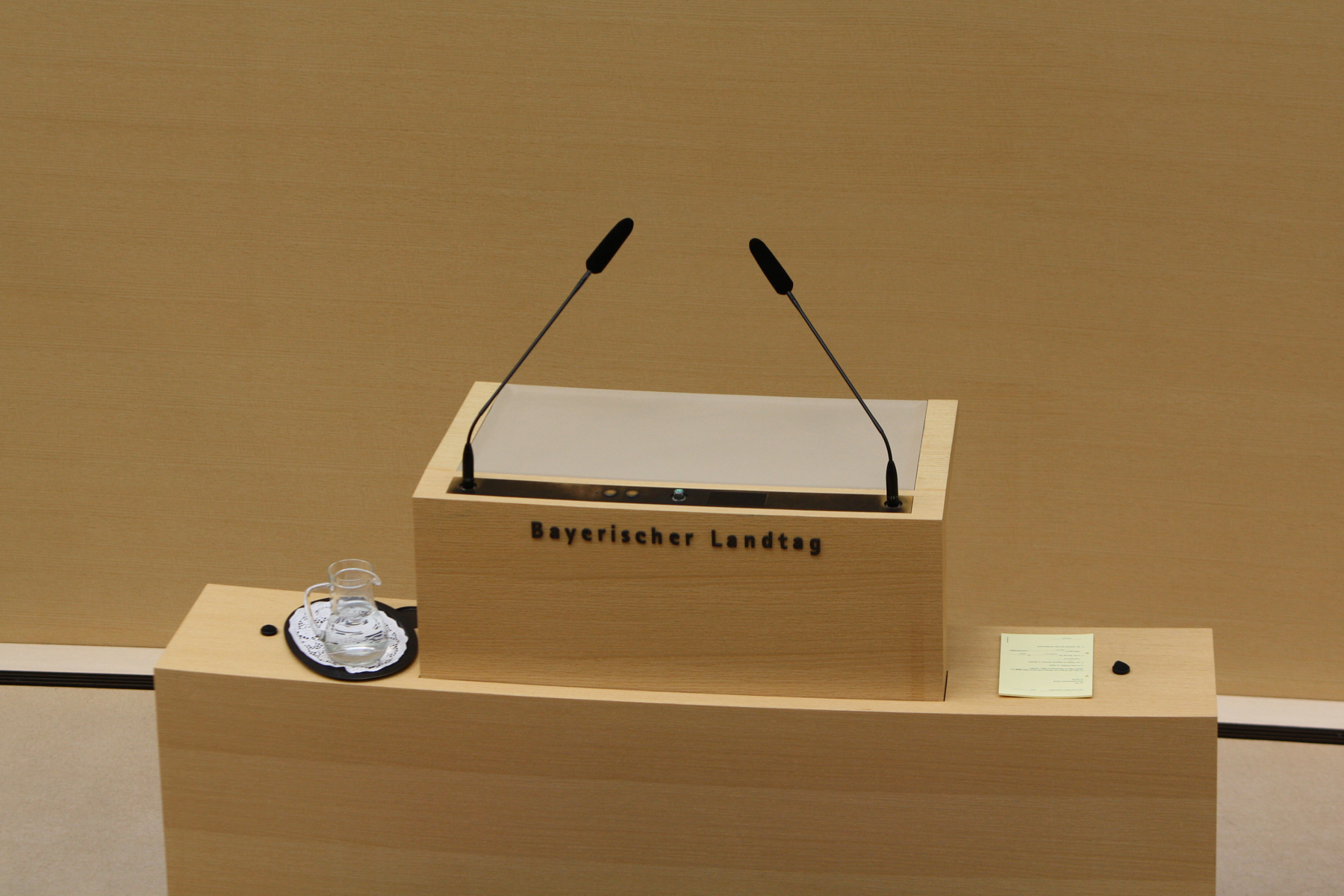
Rednerpult im Bayerischen Landtag

Als Pult bezeichnet man einen Tisch mit schräger Fläche oder eine Art Aufsatz für einen solchen Tisch, der hauptsächlich dem Lesen und Schreiben dient, aber auch ein Ständer mit schräger Fläche wird als Pult bezeichnet (Notenpult, Stehpult, Lesepult, Dirigentenpult, Rednerpult).
Lehrertische in Klassenzimmern werden heute auch unabhängig von der Schräge der Tischplatte als Pult bezeichnet.
Ein Katheder ist das erhöht stehende Pult eines Schul- oder Hochschullehrers.

## Etymologie
Das Wort stammt von lateinisch pulpitum mit der Bedeutung „Brettergestell, Brettergerüst“.

## Varianten
Das Pult ist etwa seit dem frühen Mittelalter meist für liturgische Zwecke im Gebrauch. In den Kirchen dient es vor dem Chorgestühl und an den Plätzen der Geistlichen bzw. auf der Kredenz zum Auflegen der liturgischen Bücher, vor allem des Messbuchs und war meistens mit den Sitzen verbunden (Chorpult). Es kann auch mit dem Betstuhl kombiniert werden, auf dem die Gläubigen zum Beten niederknien. Bekannt ist auch das Pult als ein transportables Gerät zum Vortrag des Evangeliums in der Liturgie. Diese tragbaren Pulte wurden meistens aus Holz (in der gotischen Zeit mit reichem Schnitzwerk), seltener aus Bronze und Marmor gefertigt. Ein erhöhter Ort, von dem in einigen christlichen Kirchen von dem Lesungen oder Evangelium vorgetragen werden, heißt Ambo.
Eine Sonderform des Pultes stellt das sogenannte Adlerpult dar. Es ist ein Lesepult in Form eines Adlers, des Symbols des Evangelisten Johannes. Die ausgebreiteten Schwingen des Adlers tragen das Buch. Sie waren in der Romanik und Gotik verbreitet. In der Romanik findet man sie in Italien an Kanzeln, als freistehende, aus Messing gefertigte Möbel im Rheinland und den Niederlanden bis zum Ende der Gotik.
Im weltlichen Gebrauch dient das Pult gewöhnlich als Schreibtisch, vor dem man sitzend (Tischpult) oder stehend (Stehpult) arbeitet. Auf Rednerpulten steht für den Vortragenden oft ein Glas Wasser bereit. Sie sind heute meist mit Mikrofonen ausgestattet. Auch sind viele Pulte in der Höhe verstellbar.
Auf einem leicht abgeschrägten Bedienpult sind verschiedene Anzeigen und Schalter angeordnet. Es dient zur Steuerung einer technischen Anlage, zum Beispiel eines Kernkraftwerkes.